# Waltheria procumbens
Waltheria procumbens är en malvaväxtart som beskrevs av J.G.Saunders och Soria. Waltheria procumbens ingår i släktet Waltheria och familjen malvaväxter. Inga underarter finns listade i Catalogue of Life.